# 舍夫琴科韋 (薩赫諾夫希納區)
49°3′43″N 35°42′55″E / 49.06194°N 35.71528°E
舍夫琴科韋（烏克蘭語：Шевченкове），是烏克蘭東部的村莊，隸屬哈爾科夫州的別列斯京區。該村始建於1932年，面積1.14平方公里，海拔高度154米，2001年人口209，人口密度每平方公里183.3人。